# Pinasa

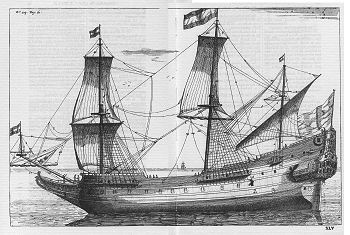
Holenderska pinasa z II poł. XVII w.

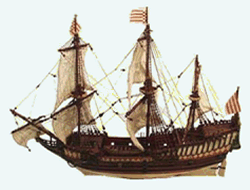
Model niemieckiej pinasy z pocz. XVIII w.

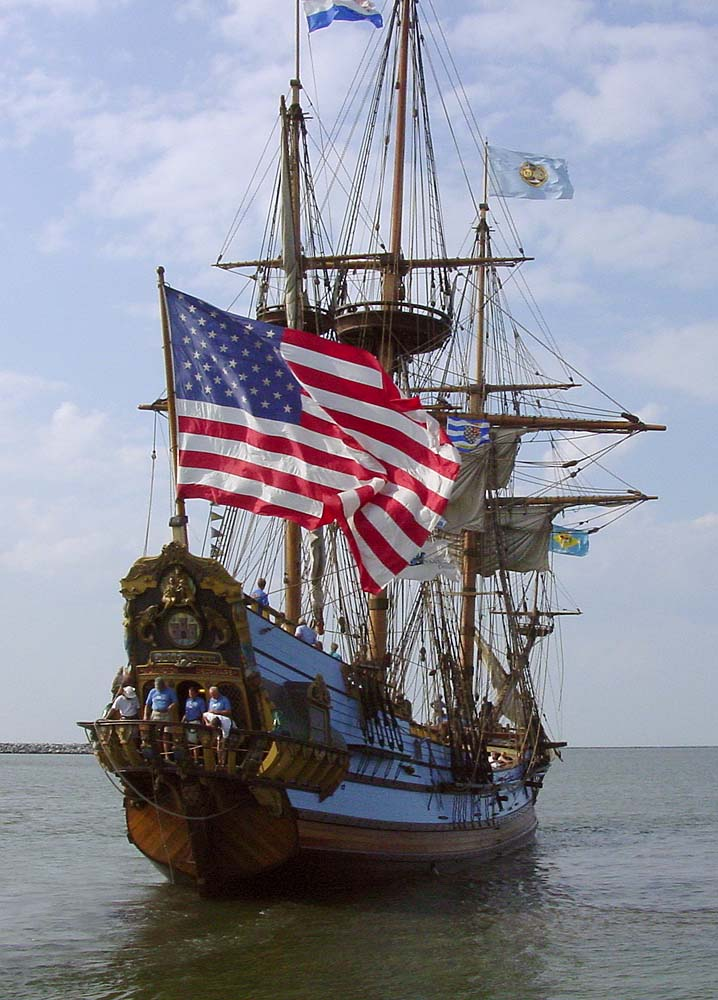
Rekonstrukcja dużej holenderskiej pinasy z 1625, Kalmar Nycke

Pinasa, pinas, pinka – żaglowiec szeroko rozpowszechniony we flotach europejskich w XVI-XVIII wieku. Zazwyczaj były to jednostki trochę mniejsze od fluit (z których się rozwinęły) oraz zdecydowanie mniejsze od galeonów. Wykorzystywane były do przewozu towarów lub jako okręty wojenne, pomimo tego, że nie były zbyt pojemne. Ich zaletą była zwrotność, szybkość oraz dość małe zanurzenie, co predysponowało je na płytkie i małe akweny morskie. Z tego względu zabierano je też na dalsze wyprawy jako jednostki towarzyszące większym okrętom. Stosowano je wtedy do pościgów, łączności oraz patrolowania akwenów przybrzeżnych i komunikacji z lądem (w ostatnim etapie za pomocą łodzi).
Nazwa pochodzi od gatunku drewna, z którego wyrabiano pierwsze pinasy, czyli sosnowego. Chodzi o nazwę sosny w językach francuskim (fr. pin) bądź łacińskim (łac. Pinus).
Tonaż typowych pinas zamykał się w granicach 100-150 łasztów, największe osiągały wyporność do 300 ton. Maszty wysokie, zazwyczaj trzy, na mniejszych jednostkach dwa. Ożaglowanie rejowe z łacińskim bezanem. Dziób pinasy był trochę bardziej pochylony do przodu w porównaniu do wcześniejszych konstrukcji i z wydatnym galionem, rufa dość wysoka i płasko ścięta. Nadbudówka dziobowa pinasy była bardzo niska, nieznacznie tylko wystająca ponad kadłub. Nadbudówka rufowa była wyższa i wąska.
Okręt ten posiadał szereg walorów bardzo przydatnych w walce. Charakteryzował się dużą prędkością i doskonałą zwrotnością, co osiągnięto poprzez zwiększenie i unowocześnienie ożaglowania i olinowania. Uzbrojony był w działa małych kalibrów, zazwyczaj w liczbie kilkunastu, tylko największe pinasy posiadały dwa pokłady artyleryjskie.
W dawnej Rzeczypospolitej używano nazwy pinka, okręt ten mógł pływać niemal po wszystkich akwenach Bałtyku. Używany do osłony większych okrętów, patroli, konwojów, przechwytywania wrogich jednostek handlowych itd.
Uzbrojenie stanowiło z reguły 8-12 dział niewielkich wagomiarów, załogę ok. 40 ludzi. Polskie pinki miały wyporność z reguły 70-80 łasztów, czyli ok. 140-160 ton, w przeciwieństwie do cięższych pinas angielskich czy szkockich. Był to najpopularniejszy okręt wojenny na Bałtyku obok galeonu. Pierwsze pinki pojawiły się we flocie gdańskiej w połowie XV wieku.
W czasach późniejszych i współczesnych pod tą nazwą kryły się również statki badawcze, rozpoznawcze, łącznikowe i spacerowe, a nawet łodzie okrętowe wykorzystywane do prowadzenia rozpoznania lub pościgu, początkowo z napędem żaglowym lub wiosłowo-żaglowym, obecnie z napędem mechanicznym.